# ماساتاکا یوشیدا
ماساتاکا یوشیدا (انگلیسی: Masataka Yoshida؛ زادهٔ ۱۵ ژوئیهٔ ۱۹۹۳) بازیکن بیسبال اهل ژاپن است.